# Zygina rosincola
Zygina rosincola är en insektsart som först beskrevs av Cerutti 1939.  Zygina rosincola ingår i släktet Zygina och familjen dvärgstritar. Enligt den finländska rödlistan är arten nära hotad i Finland. Arten är reproducerande i Sverige. Artens livsmiljö är parker, gårdsplaner och trädgårdar. Inga underarter finns listade i Catalogue of Life.